# Biserica romano-catolică din Vama

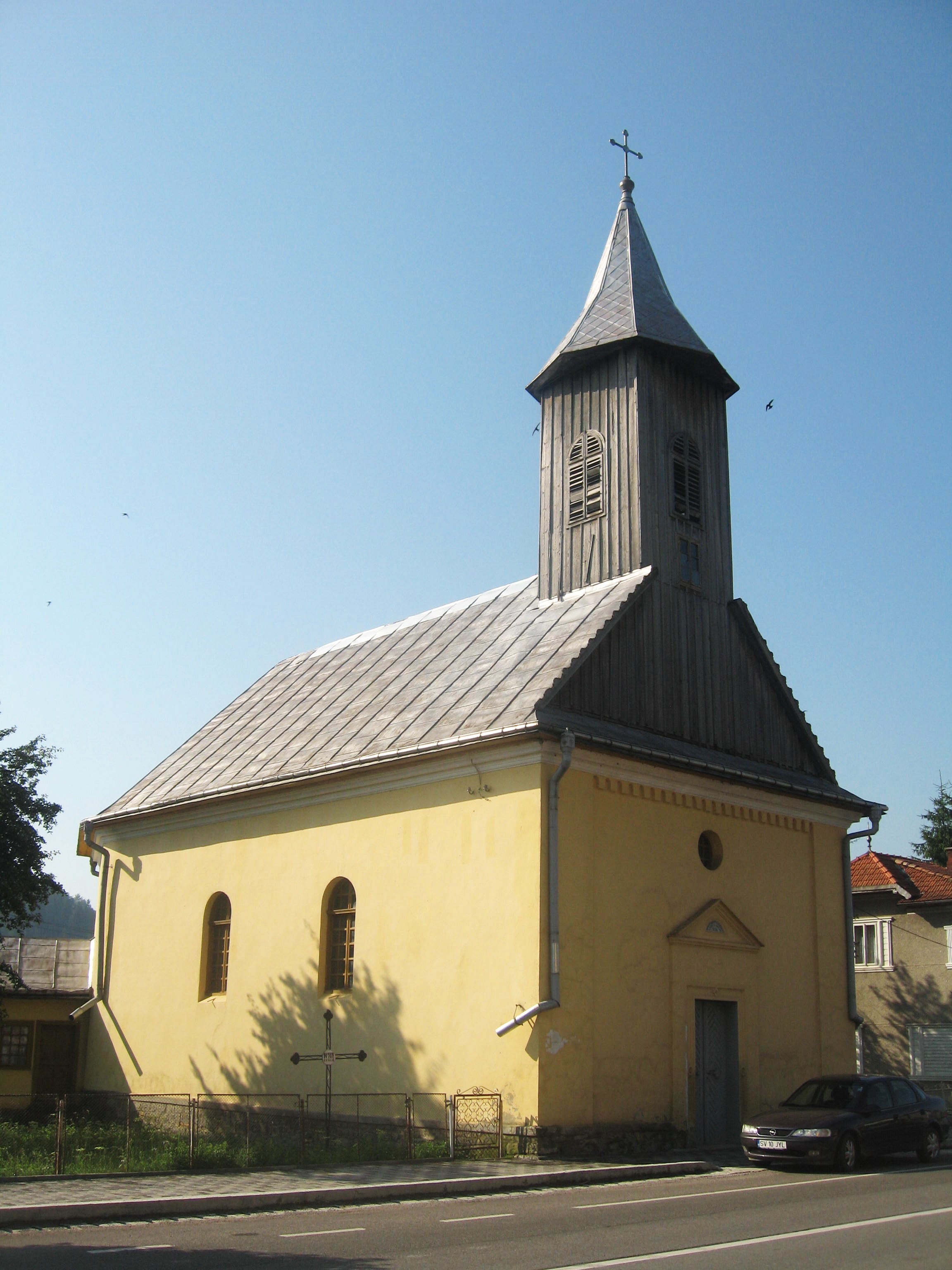
Biserica romano-catolică din Vama

Biserica "Nașterea Sfintei Fecioare Maria" din Vama este o biserică romano-catolică construită în anul 1886 în satul Vama din comuna Vama (județul Suceava). Ea se află de-a lungul drumului care face legătura între orașele Suceava și Câmpulung Moldovenesc, la o distanță de 16 km sud-est de orașul Câmpulung Moldovenesc. 

## Comunitatea germană din Vama
Așezat între cele două râuri, Moldova și Moldovița, satul Vama se află la o distanță de 16 km de orașul Câmpulung Moldovenesc. Aflat la intrarea în Carpații Orientali și străjuit de Obcina Feredeului, acest sat a îndeplinit rolul de localitate de vamă între Principatul Moldovei și Principatul Transilvaniei. Aici erau vămuite mărfurile care veneau dinspre Ardeal sau plecau într-acolo. 
Inițial, localitatea se numea Vama Moldoviței și apare într-un privilegiu comercial din 6 octombrie 1408 în care se stabilește ca  toți negustorii care vor duce mărfuri din Țara Ungurească în Moldova să plătească taxe vamale de „câte un groș și jumătate din grivnă” de povară - la dus și „câte doi groși” de povară la întoarcerea din Ardeal.  Domnitorul Alexandru cel Bun (1400-1432), într-un document din 18 noiembrie 1409, a scos satul Vama din Ocolul Câmpulung și l-a dat Mănăstirii Moldovița, împreună cu veniturile vămii. 
După anexarea Bucovinei de către Imperiul Habsburgic (1775), autoritățile austriece au adus aici coloniști de origine germană, care proveneau din diverse regiuni ale imperiului și din landurile germane. Primii coloniști germani au sosit la Vama (în germană Wama) în anul 1807, ei lucrând la exploatările miniere din zonă. De asemenea, în capătul dinspre Câmpulung Moldovenesc al satului Vama, în lunca împădurită de sub culmea Hurghiș, s-au așezat în perioada 1807-1808 mineri germani din Grundler (Slovacia) care au format o colonie germană cu numele de Eisenau (în română Prisaca Dornei). 
Comunitatea germană a continuat să crească până în 1918. Satul avea învățători care predau copiilor în limba germană. 
După Unirea Bucovinei cu România (1918), numărul germanilor din Vama s-a menținut constant. În perioada interbelică, Vama a avut rangul de comună urbană (oraș), făcând parte din Plasa Moldovei a județul Câmpulung. În anul 1930, populația orașului Vama era de 5.315 locuitori, dintre care 3.237 români (60,90%), 1.579 germani (29,70%), 392 evrei (7,37%), 44 polonezi, 25 ruteni, 12 ruși, 12 țigani, 3 cehi și slovaci, 2 unguri și 8 de alte naționalități.  După religie, locuitorii satului erau grupați astfel: 3.250 ortodocși (61,14%), 971 evanghelici (luterani) (18,26%), 635 romano-catolici (11,94%), 392 mozaici (7,37%), 50 greco-catolici, 1 armeano-gregorian, 1 lipovean, 1 adventist și 14 fără religie (liber-cugetători). 
Etnicii germani au fost mutați în anul 1940 în zone ocupate de Germania Nazistă. România și Germania au încheiat o convenție prin care statul român se obliga să achite despăgubiri pentru fiecare clădire în parte, inclusiv pentru terenurile și pădurile germanilor care au emigrat. 

## Biserica romano-catolică din Vama
Încă de la început, comunitatea romano-catolică din Vama a fost păstorită de preoții din Câmpulung Moldovenesc. Decretul nr. 4445 din 7 februarie 1854 al Guvernului Bucovinei, prin care s-au stabilit jurisdicțiile parohiilor romano-catolice din ducat, a stabilit în jurisdicția Parohiei Câmpulung comunitățile romano-catolice din localitățile: Argel, Ciumârna, Freudenthal, Frumosu, Gemenea, Moldovița, Ostra, Rus pe Boul (Paltin), Sadova, Slătioara, Vama și Vatra Moldoviței. 
Evidențele parohiale din 1857 consemnează existența unui număr de 281 credincioși romano-catolici la Vama.  Ca urmare, s-a propus Arhiepiscopiei de Lemberg să se înființeze o parohie la Vama, dar acest lucru nu s-a realizat.  După cum atestă o însemnare din 23 decembrie 1875 în Cronica Bisericii parohiale din Câmpulung, slujbele religioase se oficiau la Vama într-o capelă. 
Ca urmare a creșterii numărului de credincioși, comunitatea germanilor de religie catolică din satul Vama, aflat pe atunci în Ducatul Bucovinei, a construit în anul 1886 o biserică din cărămidă. La momentul acela, locuiau mulți etnici germani în sat. Lăcașul de cult a fost sfințit la 8 septembrie 1886. Cu acest prilej, deasupra intrării în biserică s-a încastrat în zid o placă de marmură cu următoarea inscripție în limba germană: "Am 8ten September g:h: die K: weihe 1886." (Am 8. September 1886 g[escha]h die K[irchen]weihe). Traducerea aproximativă a acesteia în limba română este următoarea: "La 8 septembrie 1886 s-a înfăptuit sfințirea bisericii.". Biserica a fost construită de-a lungul drumului care leagă Suceava de Câmpulung Moldovenesc. Ea are hramul Nașterea Sfintei Fecioare Maria (sărbătorit la 8 septembrie).
Evidențele parohiale din 1925 consemnează existența a unui număr de 425 credincioși romano-catolici la Vama, care erau păstoriți de preotul profesor Leonhard Haschler. În acel an, preotul ajutător Iosef Ettmayer locuia la Vama.  Liturghia la biserica romano-catolică din sat era oficiată o dată pe lună. După datele Recensământului general al populației României din 29 decembrie 1930, în orașul Vama (care includea și satul Prisaca Dornei) locuiau 635 credincioși romano-catolici (reprezentând o pondere de 11,94% din populația localității). 
Prin decret episcopal, la 1 august 1939 se înființează Parohia Vama prin desprindere de Parohia Câmpulung, ca paroh fiind numit preotul Ernst Haik, născut în Iacobeni. Noii parohii îi sunt arondate comunitățile catolice din Argel, Deia, Frumosu, Moldovița, Molid, Rus pe Boul (Paltin), Vatra Moldoviței, Eisenau (Prisaca) și Freudenthal.  Parohia Vama s-a desființat în timpului celui de-al doilea război mondial, ca urmare a emigrării în Germania a majorității credincioșilor romano-catolici (care erau de etnie germană), iar biserica din Vama a revenit în administrarea Parohiei Câmpulung. În timpul războiului, liturghiile din Vama au fost oficiate de preotul Eugen Baltheiser, fără să primească salariu. 
În perioada regimului comunist, numărul credincioșilor romano-catolici din Vama s-a micșorat în mod continuu, majoritatea lor emigrând în Germania. De comunitatea catolică din Vama s-au îngrijit preoții din Câmpulung Moldovenesc, printre care Mihai Serafim Bejan (1950-1952), Franz Astalosch (1966-1985), Silvester Bejan (1985-1988) și Francisc Simon (1988-2006).
Aflat la 21 martie 2004 într-o vizită pastorală în Parohia Câmpulung Moldovenesc, episcopul Petru Gherghel a celebrat o liturghie în biserica filială din Vama. 
În ianuarie 2010, conform evidențelor Parohiei Câmpulung, comunitatea romano-catolică din Vama era formată din 8 familii cu 12 credincioși.
În prezent, Biserica romano-catolică din Vama este filială a Parohiei "Înălțarea Domnului" din Câmpulung Moldovenesc. În această biserică sunt celebrate liturghii o dată la două săptămâni, precum și de sărbători.

## Preoți
La această biserică au slujit următorii preoți-parohi: 
- pr. Ernst Haik (n. 7 iulie 1908, Iacobeni, județul Suceava - d. 11 martie 1980, Oberstaufen, Bavaria, RFG) - A absolvit Institutul Teologic Romano-Catolic „Sf. Iosif” din Iași. A fost sfințit preot la Trier (Germania), la 17 martie 1934. A activat ca vicar la Rădăuți (octombrie 1934 - 1 august 1939), apoi paroh la Vama (1 august 1939 - 1940). A emigrat în Germania în 1940, păstorind ca paroh la Bärnwald (azi satul Neratov din Cehia) (1943-1945). A decedat la Oberstaufen.

## Imagini

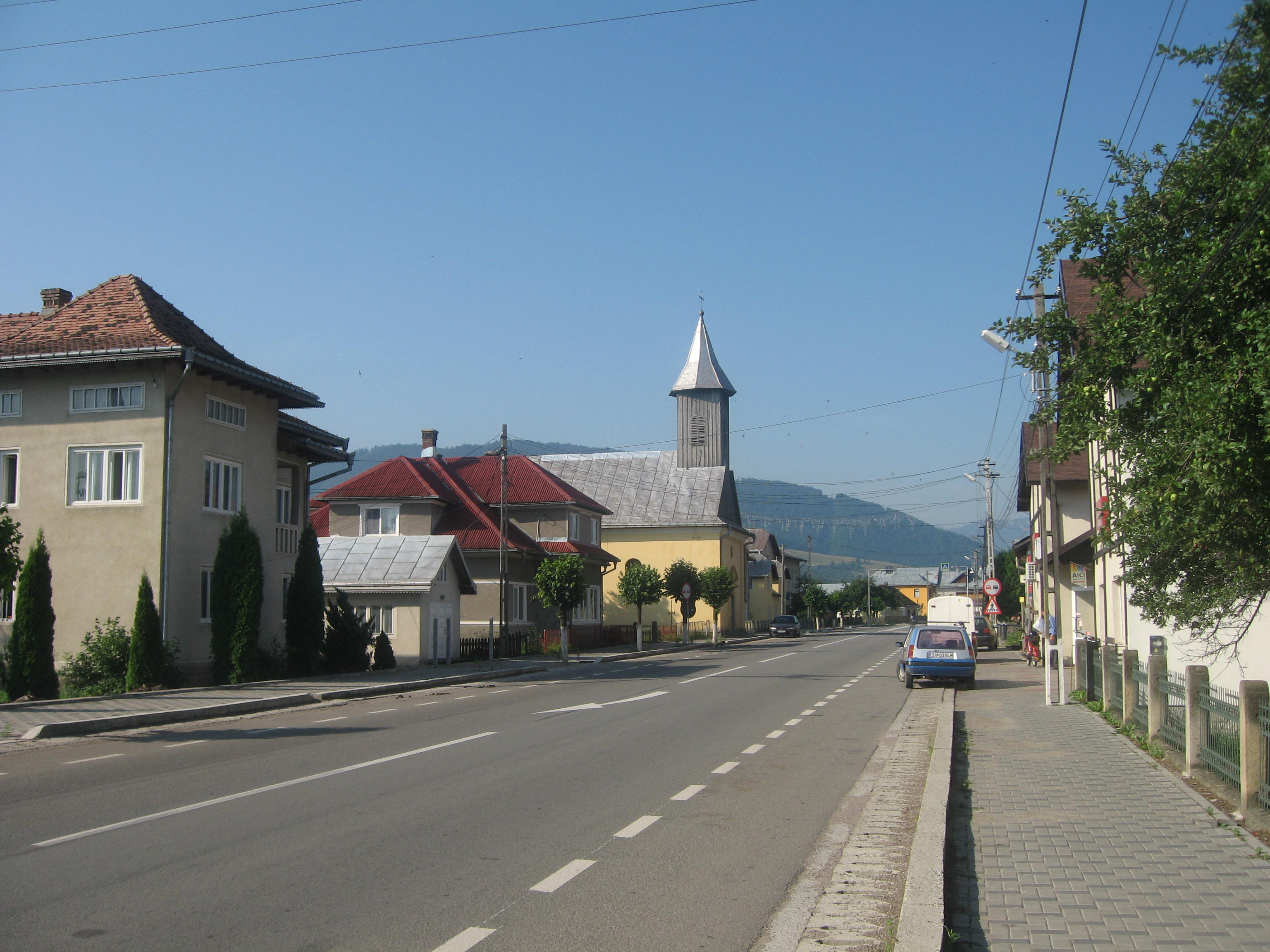
Vedere dinspre est
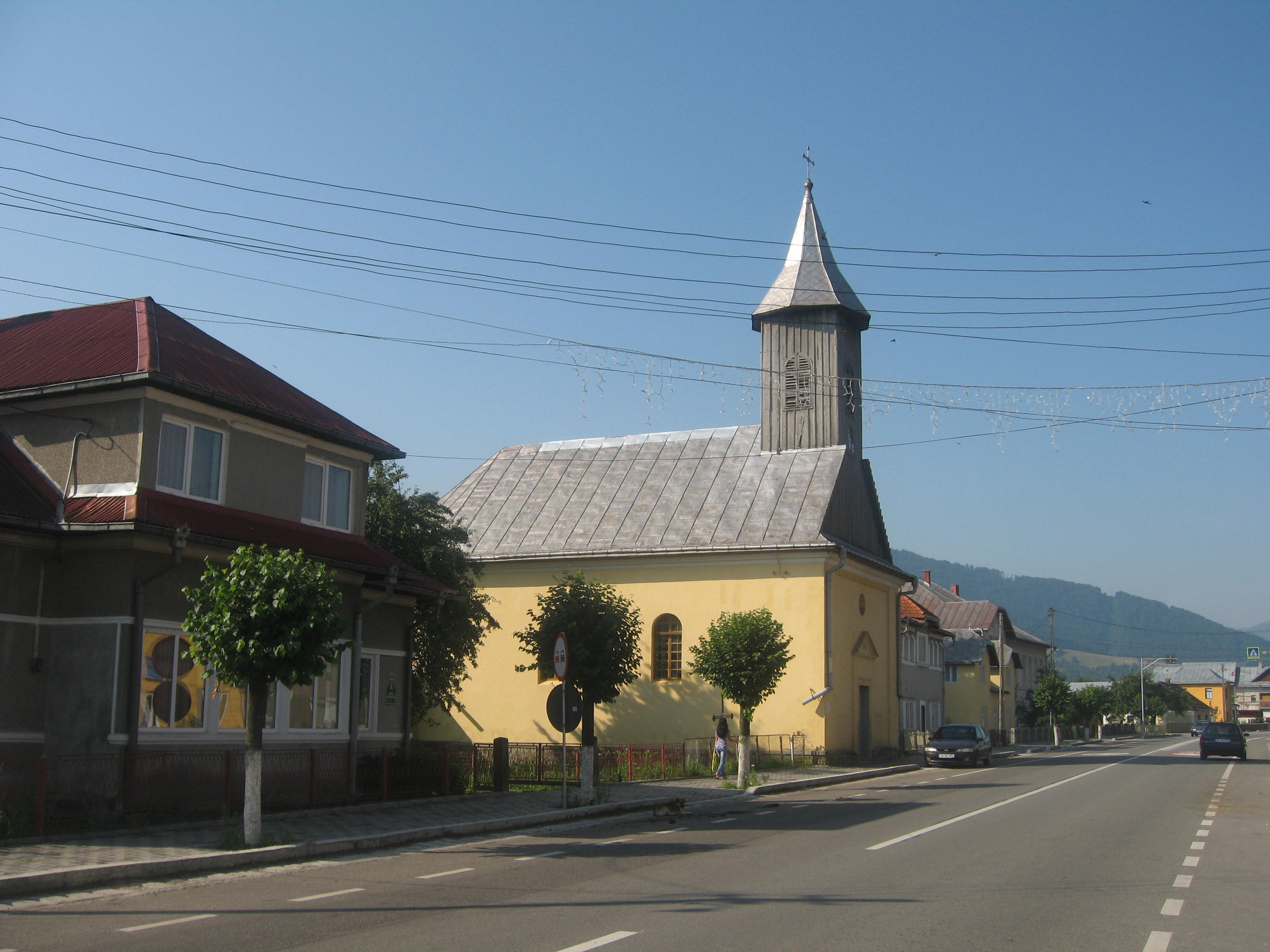
Vedere dinspre est
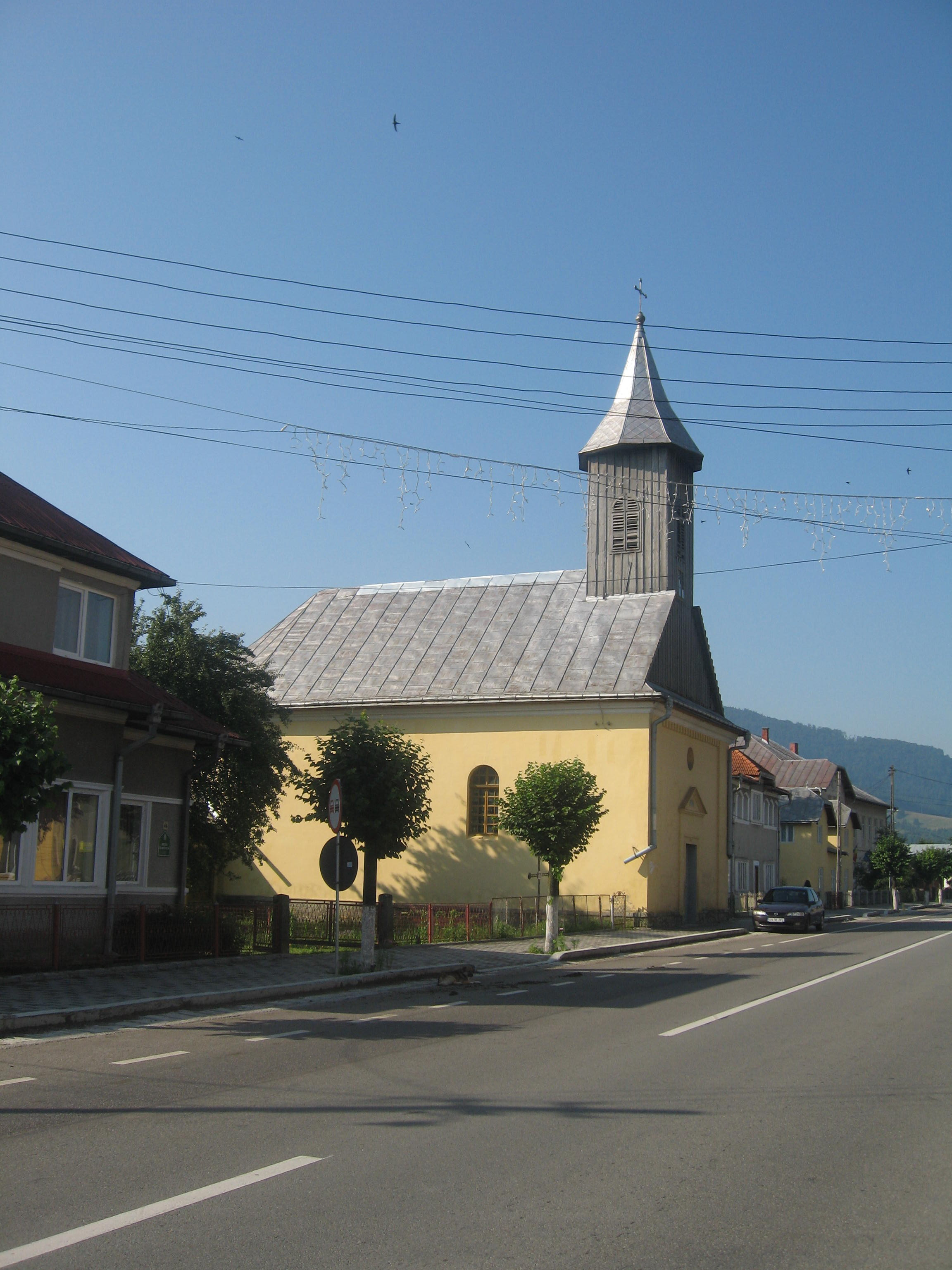
Biserica romano-catolică din Vama
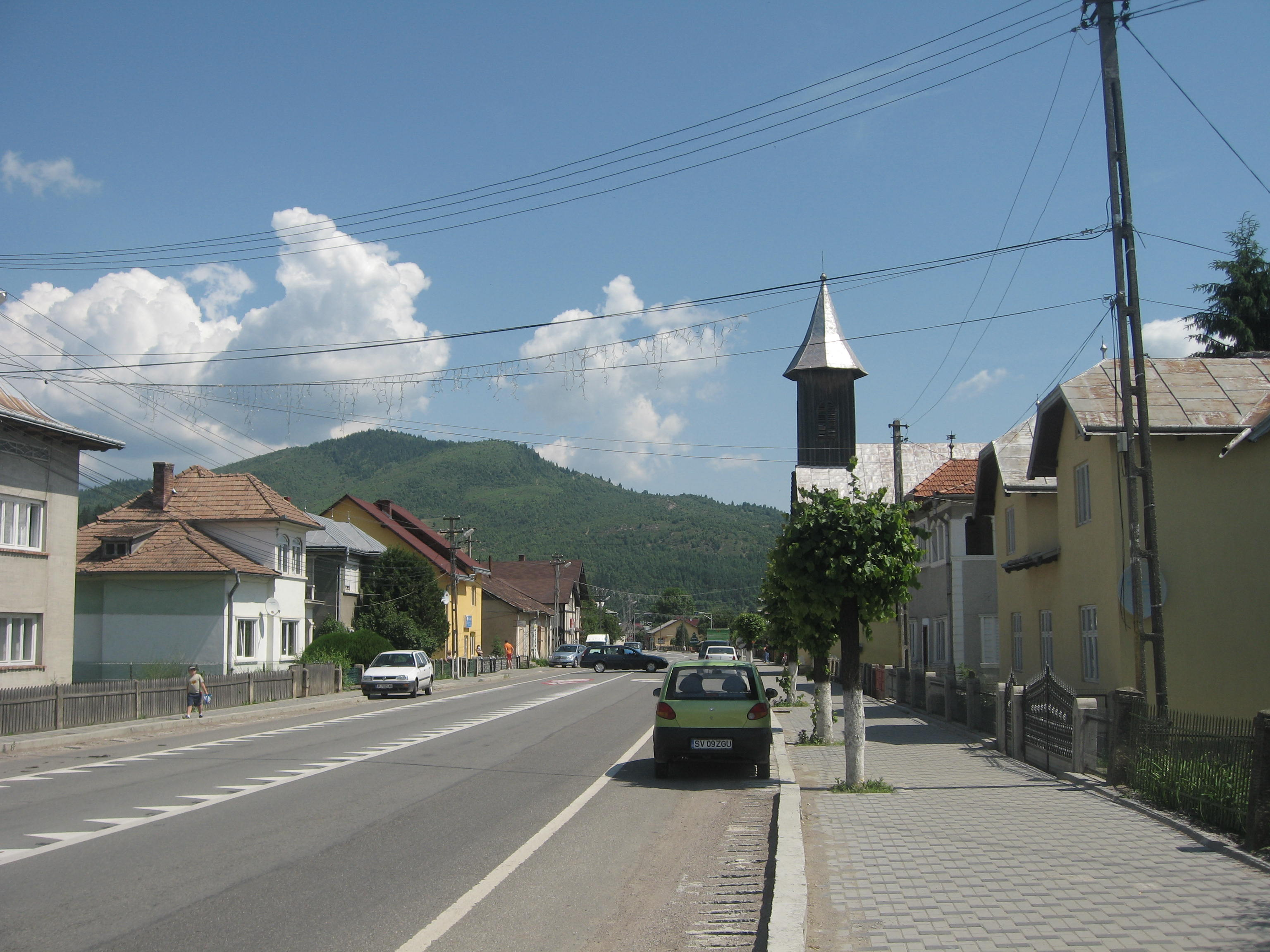
Vedere dinspre vest
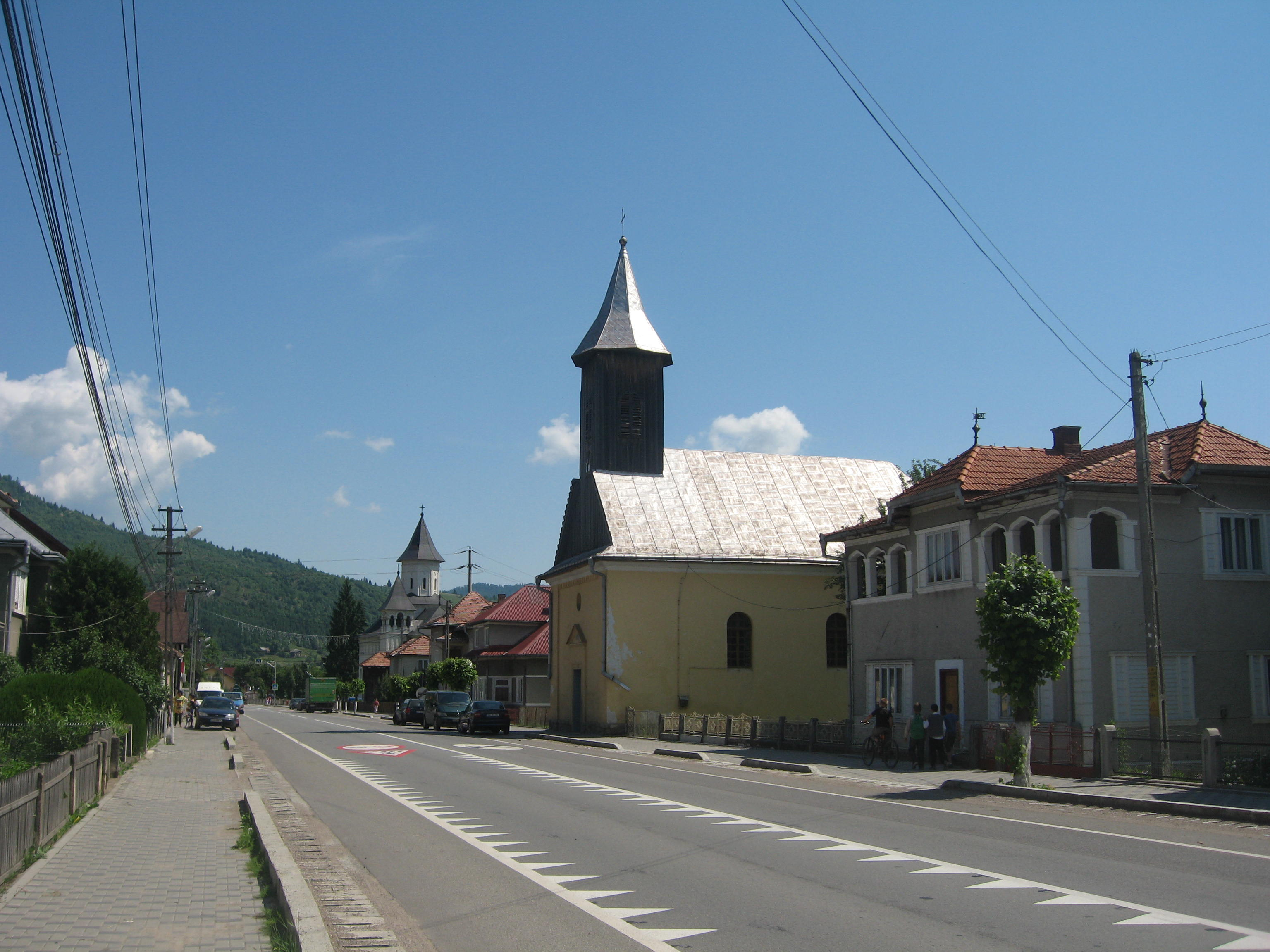
Vedere dinspre vest
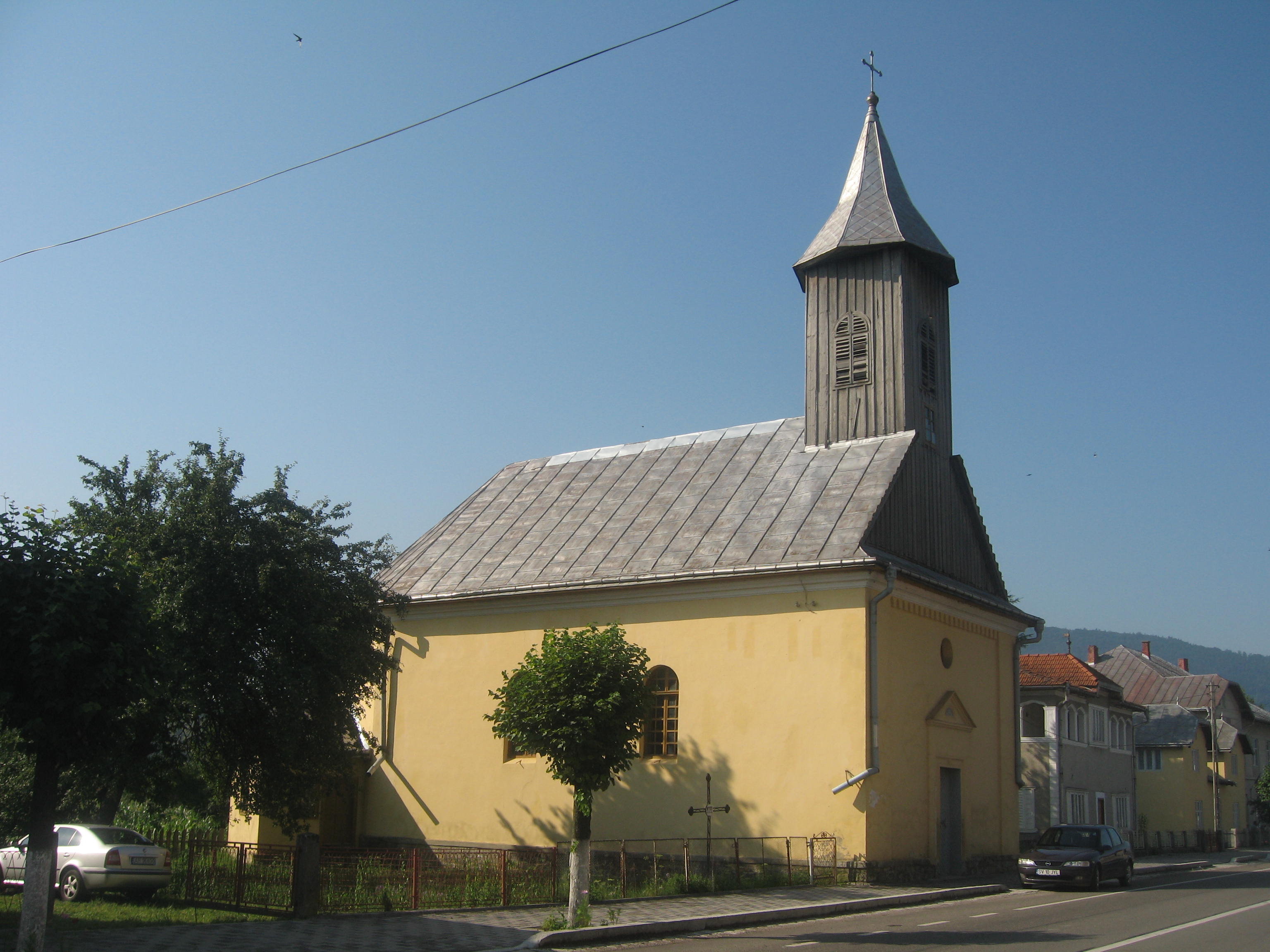
Biserica romano-catolică din Vama
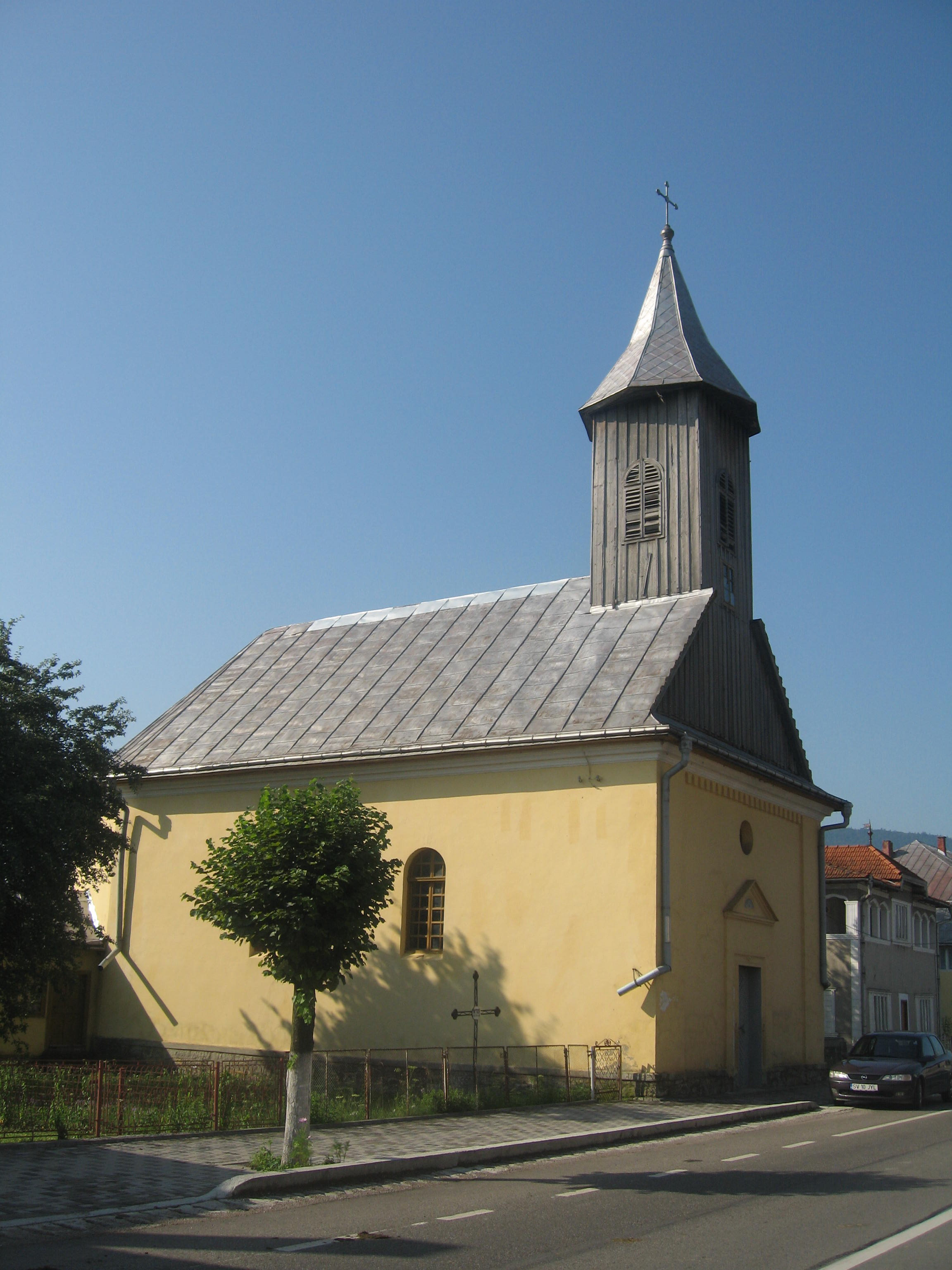
Biserica romano-catolică din Vama
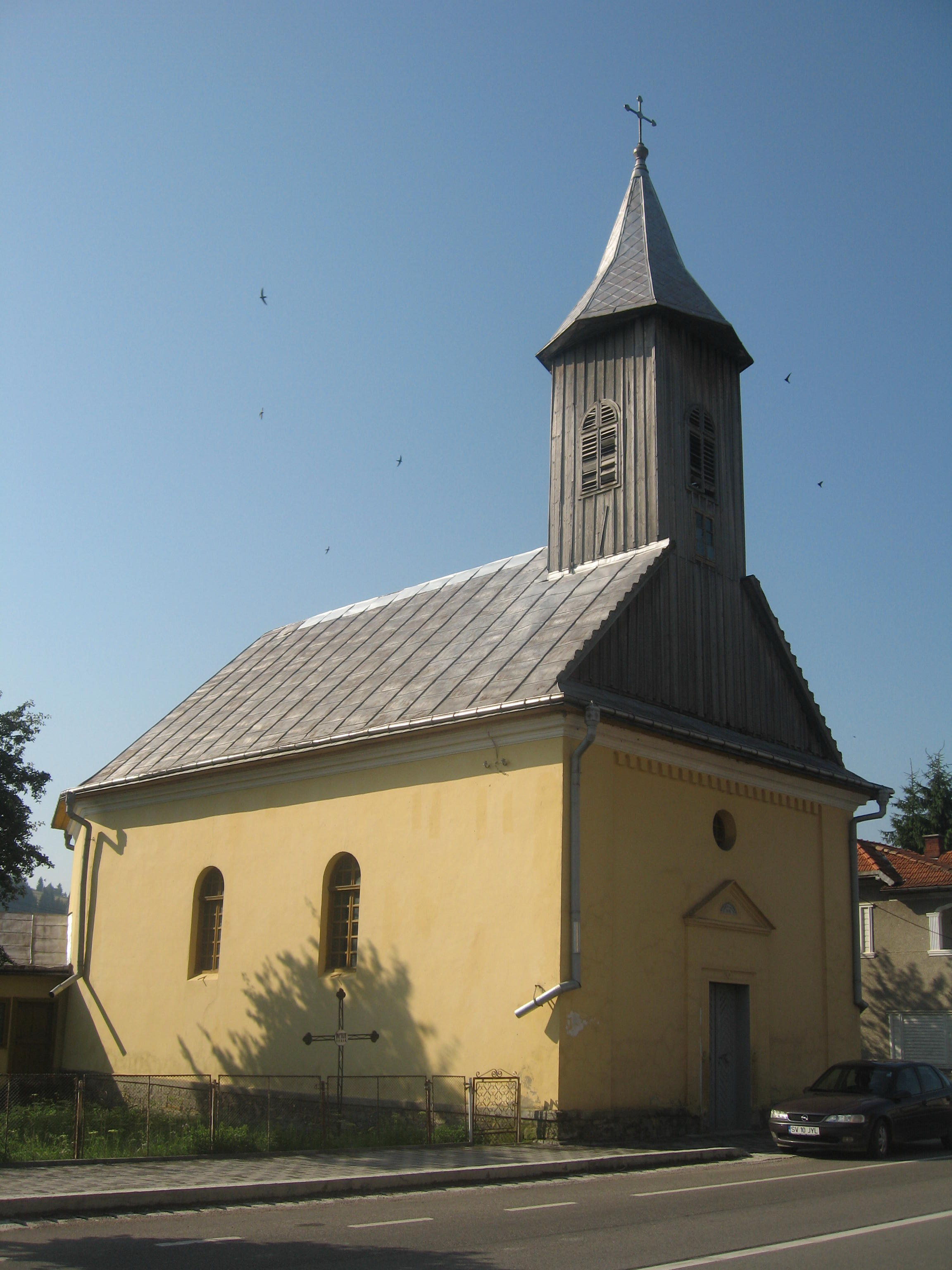
Biserica romano-catolică din Vama
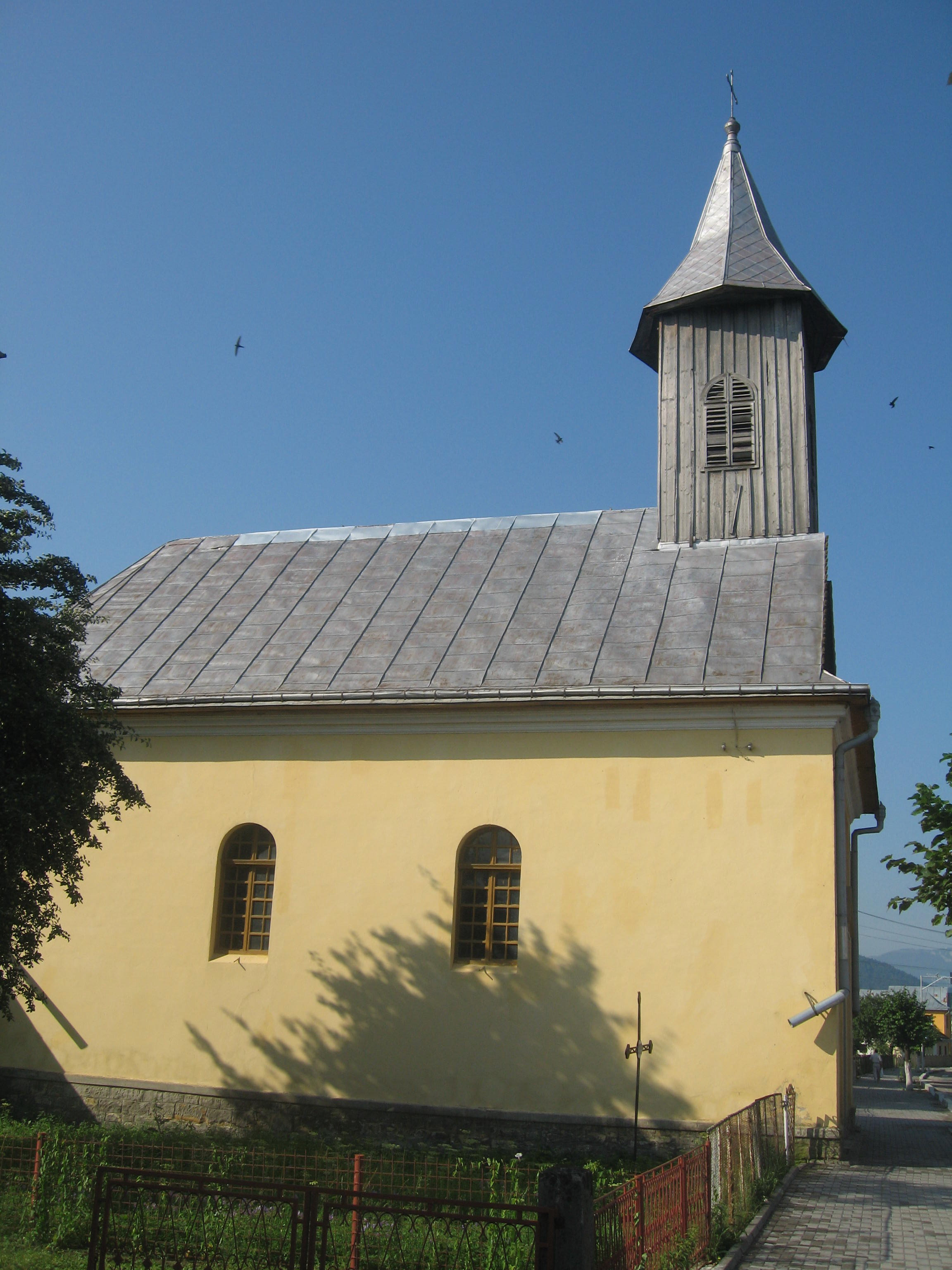
Latura estică
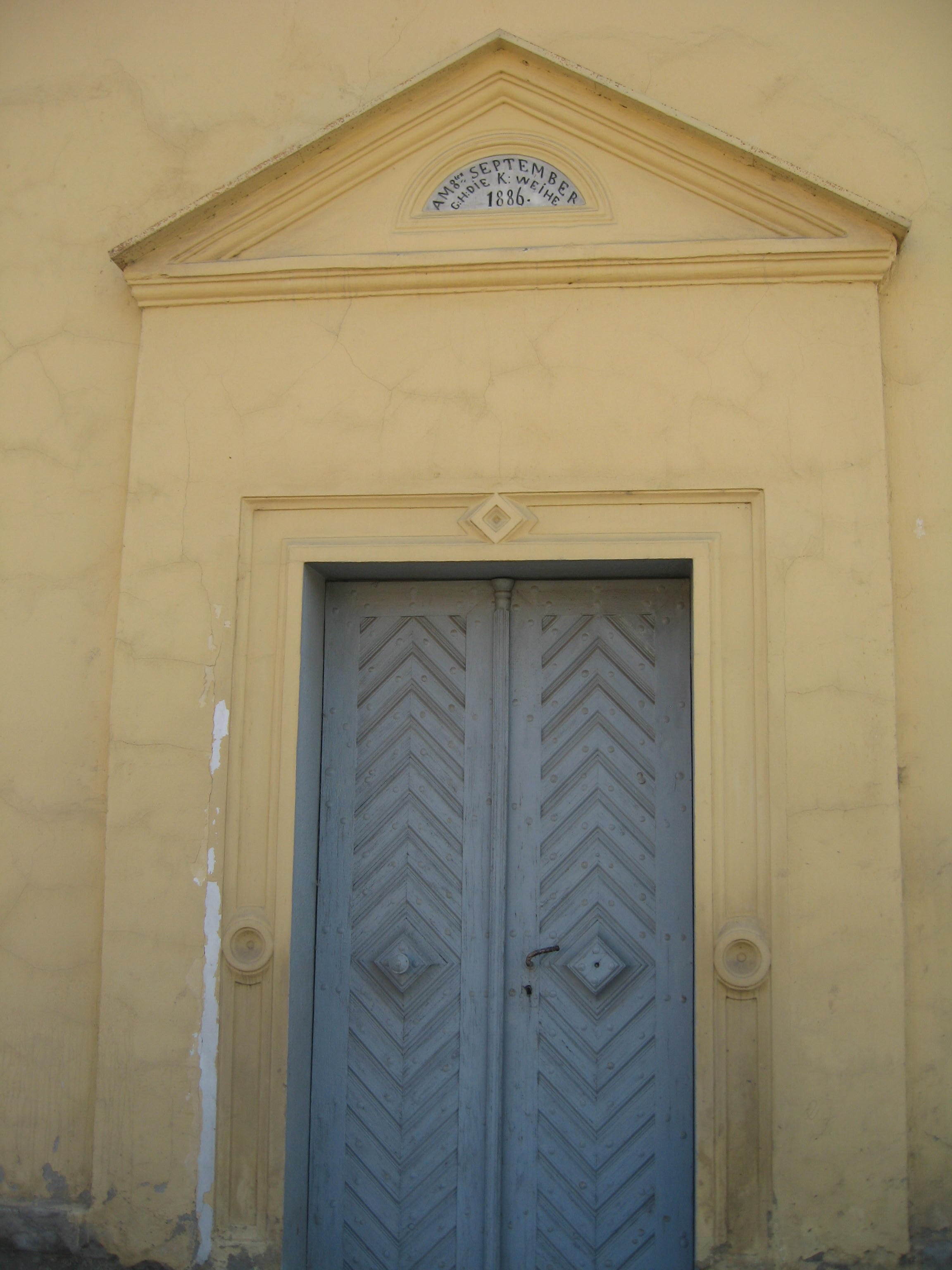
Portalul de intrare
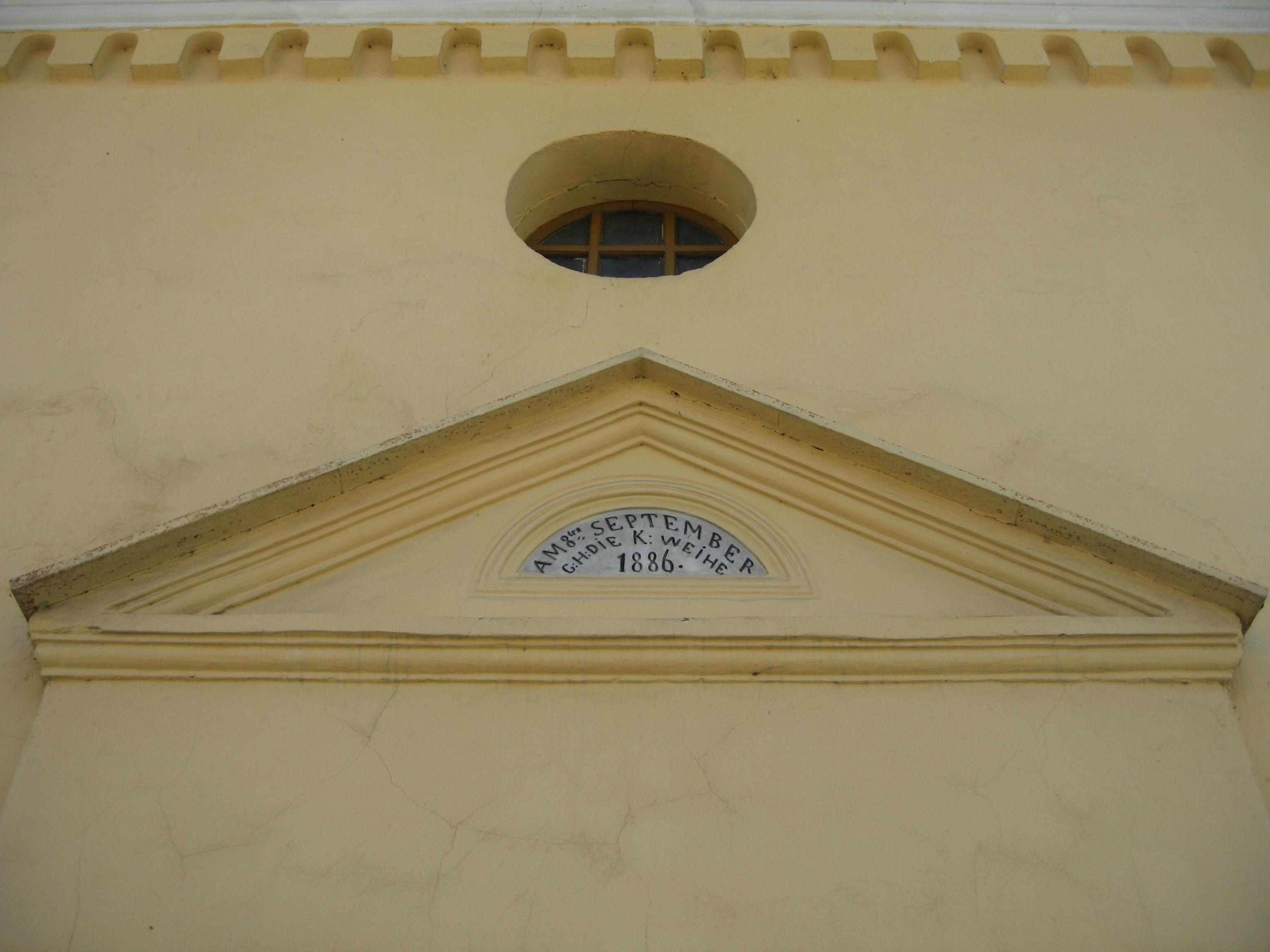
Placa de marmură cu inscripţie